# Даути, Майкл
Майкл Оуэн Гарри Даути (англ. Michael Owen Harry Doughty, 29 апреля 1932, Уондсуэрт, Суррей, Англия, Великобритания) — английский и британский хоккеист (хоккей на траве), нападающий.

## Биография
Майкл Даути родился 29 апреля 1932 года в лондонском городе Уондсуорт (сейчас боро Лондона).
Играл в хоккей на траве за «Олд Кингстониан».
В 1956 году вошёл в состав сборной Великобритании по хоккею на траве на Олимпийских играх в Мельбурне, занявшей 4-е место. Играл на позиции нападающего, провёл 6 матчей, забил 1 мяч в ворота сборной Пакистана.